# Eurycyde spinosa
Eurycyde spinosa is een zeespin uit de familie Ascorhynchidae. De soort behoort tot het geslacht Eurycyde. Eurycyde spinosa werd in 1916 voor het eerst wetenschappelijk beschreven door Hilton. 